# Квачхон
Квачхо́н (кор. 과천시, 果川市, Gwacheon-si) — місто в Південній Кореї, провінція Кьонгі. Розташоване південніше Сеула. З'єднане із Сеулом Четвертою лінією Сеульського метро.